# Calcaribracon sarcoseparophilus
Calcaribracon sarcoseparophilus är en stekelart som beskrevs av Braet 1999. Calcaribracon sarcoseparophilus ingår i släktet Calcaribracon och familjen bracksteklar. Inga underarter finns listade.